# Музей Монпарнаса
Музей Монпарнаса (фр. Musée du Montparnasse) — парижский музей, существовавший в 1998-2013 гг. Занимал бывшую мастерскую (Villa Vassilieff) русской художницы Марии Васильевой (1884—1957) во дворе-пассаже на улице Мэн, рядом с башней Монпарнас. 
Открылся 28 мая 1998 года и освещал историю богемного квартала Монпарнас в период его расцвета. Постоянной была экспозиция «Мария Васильева в своих стенах». Выставлялись работы монпарнасских художников, включая Эдгара Стоэбеля.
Музей посещался относительно мало, что побудило городские власти прекратить финансирование. До 2020 года в том же здании действовал центр современного искусства Betonsalon.